# 1970: The Complete Fun House Sessions
1970: The Complete Fun House Sessions è un box set composto da 7 CD in edizione limitata che documenta le intere sessioni di registrazione dell'album Fun House del gruppo The Stooges.

## Tracce

### Disco 1
1. Fun House (tape glitch fragment) – 0:22
2. Dialogo di studio – 0:39
3. 1970 (prova incompleta) – 1:51
4. Dialogo di studio – 0:20
5. 1970 (prova 1) – 7:04
6. 1970 (prova 2) – 3:05
7. Dialogo di studio – 0:30
8. 1970 (prova 3) – 7:35
9. 1970 (prova 4) – 6:02
10. Dialogo di studio – 0:14
11. Loose (demo) – 1:14
12. Dialogo di studio – 0:06
13. 1970 (prova 5) – 5:48
14. Loose (prova 1; accreditata come I'm Loose; falso inizio) – 1:37
15. Loose (prova 2) – 3:41
16. Down on the Street (prova 1) – 2:05
17. Dialogo di studio – 0:12
18. Loose (prova 3) – 3:45
19. Down on the Street (prova 2; falso inizio) – 3:31
20. Down on the Street (prova 3; falso inizio) – 0:21
21. Dialogo di studio – 0:34
22. See That Cat (titolo originale di T.V. Eye) – 5:15
23. Dialogo di studio – 0:11
24. 1970 (prova 1) – 6:27
25. Fun House (prova 1) – 10:23
26. Dialogo di studio – 0:09
27. Lost in the Future (falso inizio; brano inedito) – 0:27
28. Dialogo di studio – 0:08
29. Lost in the Future (falso inizio; brano inedito) – 1:10

### Disco 2
1. Lost in the Future (prova1; brano inedito) – 5:42
2. Dialogo di studio – 0:11
3. Lost in the future (prova 2; falso inizio, brano inedito) – 1:22
4. Lost in the Future (prova 3; brano inedito) – 4:35
5. Dialogo di studio – 0:15
6. Loose (prova 1) – 3:38
7. Dialogo di studio – 0:19
8. 1970 (prova 1) – 6:18
9. Loose (prova 2) – 3:41
10. Loose (prova 3; falso inizio) – 0:26
11. Dialogo di studio – 0:32
12. Loose (prova 4) – 3:38
13. Dialogo di studio – 0:14
14. Loose (prova 5) – 3:39
15. Dialogo di studio – 0:08
16. Loose (prova 6) – 3:43
17. Loose (prova 7; falso inizio) – 1:10
18. Loose (prova 9) – 3:41
19. Loose (prova 11) – 3:41
20. Loose (prova 12) – 3:42
21. Loose (prova 13) – 3:47
22. Loose (prova 14) – 3:42
23. Loose (prova 15) – 3:42
24. Slide (Slidin' the Blues) (prova 1; brano inedito) – 4:35
25. Dialogo di studio – 0:12
26. Loose (prova16) – 3:44
27. Loose (prova 17; falso inizio) – 0:27
28. Loose (prova 18; falso inizio) – 1:00
29. Loose (prova 19) – 3:38

### Disco 3
1. Loose (prova 20) – 3:42
2. Dialogo di studio – 0:20
3. Loose (prova 21; falso inizio) – 3:15
4. Dialogo di studio – 0:44
5. Loose (prova 22) – 3:40
6. Dialogo di studio – 0:14
7. Loose (prova 23) – 3:42
8. Loose (prova 24) – 3:44
9. Loose (prova 25; falso inizio) – 3:14
10. Loose (prova 26; falso inizio) – 1:59
11. Dialogo di studio – 0:13
12. Loose (prova 27) – 3:38
13. Loose (prova 28) – 3:34
14. Down on the Street (prova 1) – 3:57
15. Down on the Street (prova 2) – 4:11
16. Down on the Street (prova 3) – 4:08
17. Down on the Street (prova 4) – 4:15
18. Dialogo di studio – 0:07
19. Down on the Street (prova 5) – 4:14
20. Dialogo di studio – 0:19
21. Down on the Street (prova 6) – 4:23
22. Down on the Street (prova 7; falso inizio) – 0:21
23. Down on the Street (prova 8) – 4:16
24. Down on the Street (prova 9; falso inizio) – 0:25
25. Down on the Street (prova 10) – 4:25
26. Down on the Street (prova 11; falso inizio) – 0:41
27. Dialogo di studio – 0:27
28. Down on the Street (prova 12; falso inizio) – 1:23
29. Down on the Street (prova 13) – 4:01
30. Down on the Street (prova 14; falso inizio) – 2:11
31. Down on the Street (prova 15) – 3:42

### Disco 4
1. T.V. Eye (prova 1) – 5:21
2. T.V. Eye (prova 2; falso inizio) – 4:29
3. Slide (Slidin' the Blues) (prova 2; brano inedito) – 1:00
4. T.V. Eye (prova 3) – 5:29
5. T.V. Eye (prova 4; falso inizio) – 0:33
6. T.V. Eye (prova 5) – 5:55
7. T.V. Eye (prova 6) – 5:43
8. Dialogo di studio – 0:26
9. T.V. Eye (prova 7) – 5:21
10. T.V. Eye (prova 8) – 5:21
11. Dialogo di studio – 0:17
12. T.V. Eye (prova 9) – 4:17
13. T.V. Eye (prova 10; falso inizio) – 0:12
14. T.V. Eye (prova 11) – 4:16
15. T.V. Eye (prova 12) – 4:46
16. T.V. Eye (prova 13) – 4:17
17. T.V. Eye (prova 14) – 4:40
18. Dialogo di studio – 0:17
19. 1970 (prova 1) – 5:28
20. Dialogo di studio – 0:13
21. 1970 (prova 2) – 5:19
22. Dialogo di studio – 0:10
23. 1970 (prova 3) – 5:09

### Disco 5
1. 1970 (prova 4) – 5:44
2. Dialogo di studio – 0:23
3. 1970 (prova 5) – 5:24
4. 1970 (prova 6; falso inizio) – 1:00
5. 1970 (prova 7) – 5:44
6. 1970 (prova 8) – 5:15
7. Fun House (prova 1; falso inizio) – 3:09
8. Fun House (prova 2) – 10:15
9. Fun House (prova 3) – 11:19
10. Dialogo di studio – 0:39
11. Fun House (prova 4) – 8:21
12. Fun House (prova 5) – 7:45
13. Dialogo di studio – 0:38
14. Dirt (prova 1) – 7:29
15. Dirt (prova 2) – 7:04

### Disco 6
1. Dirt (prova 3) – 7:03
2. Dialogo di studio – 0:29
3. Dirt (prova 4) – 7:06
4. Dirt (prova 5) – 6:38
5. Dirt (prova 6) – 6:37
6. Dirt (prova 7; falso inizio) – 0:44
7. Dirt (prova 8) – 6:51
8. Dirt (prova 9) – 6:55
9. Dirt (prova 10) – 7:07
10. Dirt (prova 11; falso inizio) – 0:07
11. Dirt (prova 12) – 7:00
12. Freak (prova 1; successivamente intitolata L.A. Blues) – 17:24
13. Freak (prova 1; successivamente intitolata L.A. Blues) – 4:55

### Disco 7
1. Down on the Street (versione mono del singolo) – 2:42
2. I Feel Alright (titolo originale di 1970; versione mono del singolo) – 3:18